# Hjalmar Dillner
Hjalmar Dillner, född den 24 juli 1861 i Säter, död den 5 december 1898 i Stockholm, var en svensk läkare. Han var son till Abel Dillner.
Dillner blev 1879 student vid Uppsala universitet, där han avlade medicine kandidatexamen 1886 och medicine licentiatexamen 1892. Han var assistent hos rättskemisten i Stockholm Axel Wimmerstedt 1886–1895 och promoverades till medicine doktor 1895. Dillner blev Wimmerstedts efterädare som professor och rättskemist 1895. Han vilar i sin familjegrav på Säters kyrkogård.